# Флоу Райда
Трэмар Диллард (англ. Tramar Dillard; род. 16 сентября 1979, Карол-Сити, Флорида или Опа-Лока, Флорида), более известный как Фло Райда (англ. Flo Rida) — американский рэпер, наиболее известный синглом «Low», который занимал первое место в Billboard Hot 100 в течение 10 недель в начале 2008 года, а по итогам года стал самым продаваемым синглом в США. Первый дебютный сольный альбом Фло Райды носил название Mail on Sunday. В начале 2009 года Фло Райда вернулся на первую строчку в чартах с кавер-версией диско-хита Right Round.
Продажи музыкальных записей Флоу Райды преодолели порог в 75 миллионов копий по всему миру.

## Биография

### Ранние годы
Родился 16 сентября 1979 года в Майами-Гарденс, штат Флорида. У него было семь сестёр, и одна из них была его близняшкой. Некоторые из его сестёр участвовали в госпел-группе. Его зять был членом местной рэп-группы 2 Live Crew, и когда он был в девятом классе, он присоединился к любительской рэп-группе Groundhoggz. Groundhoggz состояли из трёх участников, которые жили в одном жилом комплексе с Флором. Они начали записывать песни в подпольных студиях в Карвер-Ранчес. Группа Groundhoggz, включающая в себя уже четырёх человек, работала вместе в течение восьми лет. В начале своей карьеры одна из сестёр Флора, по имени Юлия, скончалась от бронхита. Её смерть очень сильно отразилась на Флоре и его музыкальной карьере, он рассказал MTV: «Я был очень близок с нею, и я пообещал себе, что буду делать это в память о ней».

### Дальнейшая карьера
Позднее он часто появлялся во многих рэп микстейпах, например, в песне We the Best битмейкера DJ Khaled в 2006 году, когда он подписал контракт со звукозаписывающим лейблом Poe Boy Entertainment, дистрибьютором которого была компания Atlantic Records.
Работая с 2 Live Crew, Диллард с друзьями собрал свою собственную любительскую группу под названием The Groundhoggz (Лесные Сурки). После отказа в нескольких больших лейблах он искал не связанную с рэпом работу, в это же время пытался учиться в Университете Лас-Вегаса (где играл в баскетбол) и Университете Барри. Возвращается домой во Флориду для продолжения карьеры музыканта после телефонного звонка от представителя лейбла Poe Boy Entertainment.
Диллард подписал контракт с Poe Boy Entertainment в 2007 году и завел знакомства с другими рэперами из Флориды, такими как Rick Ross, Trina и Trick Daddy. Первый сингл Birthday стал его первым значительным релизом. Клубный трек Low при участии T-Pain принес ему нынешнюю известность, став номером один в чарте Billboard Hot 100. Также эта песня является рекордсменом цифровых продаж за всю историю с более чем 4 000 000 в активе. Она является саундтреком к фильму «Шаг вперед 2».
В феврале 2008 года второй официальный сингл Flo Rida Elevator (при участии Timbaland) начал транслироваться различными радиостанциями сразу после выхода цифровой версии 12 февраля 2008 года.
Летом 2010 года Флоу Райда вместе с Давидом Геттой выпустил сингл «Club Can’t Handle Me». Он является саундтреком к фильму «Шаг Вперед 3D».
В мае 2021 года совместно с итальянской певицей Сенит выступил во втором полуфинале конкурса песни «Евровидение» от Сан-Марино и успешно вышел в финал. 22 мая он выступил в финале конкурса, где набрал вместе с Сенит 50 баллов и занял 22-е место.

## Альбомы
- Mail on Sunday (2008)
- R.O.O.T.S. (2009)
- Only One Flo (Part 1) (2010)
- Wild Ones (2012)

## Награды
- MuchMusic Video Awards
  - 2008, Best International Video — Artist «Low» (Номинирован)
- BET Awards
  - 2008, Best New Artist (Номинирован)
  - 2008, Best Collaboration: «Low» with T-Pain (Номинирован)
- Teen Choice Awards
  - 2008, Choice Music: Hook-Up — Low ft. T-Pain (Номинирован)
  - 2008, Choice Music: Rap Artist (Номинирован)
  - 2008, Choice Music: Breakout Artist (Номинирован)